# Bernhard Friedrich Voigt

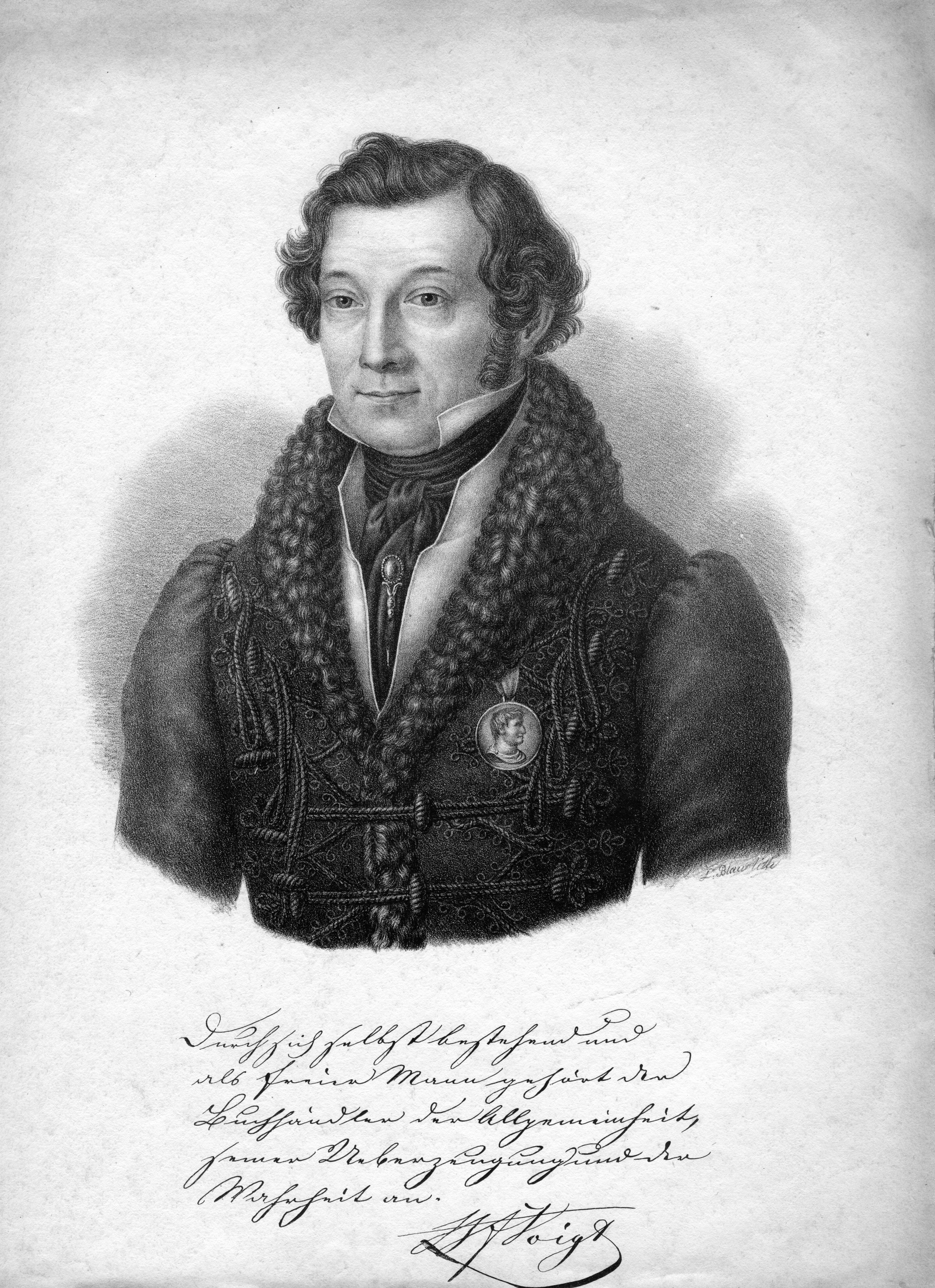
Bernhard Friedrich Voigt

Bernhard Friedrich Voigt (* 5. Juli 1787 in Weimar; † 17. Februar 1859 ebenda) war ein deutscher Patriot, Buchhändler und Verleger.

## Leben

### Herkunft
Bernhard Friedrich war der einzige Sohn des Mineralogen Johann Karl Wilhelm Voigt (1752–1821) und ein Neffe des sachsen-weimarischen Staatsministers Christian Gottlob von Voigt (1743–1819).

### Werdegang
Voigt wurde ab seinem zehnten Lebensjahr vom Pastor in Pfungstadt erzogen. Im Jahre 1800 wechselte er auf das Gymnasium in Schleusingen. Ab 1801 war er Lehrling in der Hoffmannschen Buchhandlung in Weimar und fand anschließend ab 1804 als Gehilfe in der Buchhandlung von Wilhelm Rein & Co. in Leipzig eine Anstellung.
Nachdem er preußische Kriegsgefangene, die die Franzosen in der Neukirche gefangenhielten, befreit hatte, emigrierte er im Sommer 1807 nach Basel, wo er die Mitleitung der Samuel Flickschen Buchhandlung übernahm. Voigt verfasste eine Reisebeschreibung von Leipzig nach Basel, die von Heinrich Zschokke in dessen Miszellen für die neueste Weltkunde veröffentlicht wurde.
Nachdem sich Voigt mit Samuel Flick wegen eines unautorisierten Nachdrucks überworfen hatte, begab er sich 1808 nach Nürnberg und arbeitete in der Buchhandlung von Friedrich Campe. Später übernahm er die Leitung der Buchhandlung von Heigl & Co. in Straubing und zog 1810 weiter nach Freiburg im Breisgau, um in der Herderschen Verlagshandlung als Geschäftsführer seine Arbeit fortzusetzen.
Im November 1811 kehrte er nach Ilmenau zurück, wo sein Vater in seinen Kindheitstagen Bergrat gewesen war. Er eröffnete im Januar 1812 in Sondershausen eine Buchhandlung und organisierte den Buchhandel in Thüringen. Nach der Völkerschlacht bei Leipzig gründete er zum November 1813 die politische Zeitung Früchte geretteter Preßfreiheit, die ab der dritten Nummer Teutonia hieß. Zum Januar 1822 verkaufte er sie an Rosinus Landgraf in Nordhausen; 1833 wurde sie mit der Sondershäuser Zeitschrift Der Teutsche vereinigt, die der Lehrer Gimmerthal und der Buchdrucker Carl Fleck 1822 gegründet hatten. Unter dem Titel Der Deutsche (ab 1850) erschien die Zeitung bis etwa 1942.
1822 zog er erneut nach Ilmenau, um sich ausschließlich dem Verlagsgeschäft zu widmen. Sein Verlag spezialisierte sich zunehmend auf das Gebiet der technischen Fachliteratur. 1825 beteiligte er sich an der Gründung des Börsenvereins der Deutschen Buchhändler in Leipzig und siedelte schließlich 1834 nach Weimar über, wo er neben dem Verlagsgeschäft auch die Buchdruckerei, die Lithographie und die Buchbinderei betrieb.
Voigt war ein angesehener Mann mit großen Verdiensten in seinem Gewerk. Er erhielt von Fürst Günther Friedrich Carl I. von Schwarzburg-Sondershausen das Prädikat Hofbuchhändler. Während der Regierungszeit Carl Friedrichs von Sachsen-Weimar-Eisenach erhielt er die Große goldene Medaille am Bande des Falkenordens und wurde zum Großherzoglichen Kommissionsrat ernannt. Ebenfalls wurde er mit dem Goldenen Verdienstzeichen von Preußen und einem dahingehenden Adäquat der badischen Regierung geehrt. In Ilmenau ernannte man ihn zum Stadtältesten. 1828 wurde er Landtagsabgeordneter des Wahlkreises Ilmenau und später auch ins Stadtverordnetenkollegium von Weimar berufen.

### Familie
Voigt hatte drei Söhne, die sein Verlagsgeschäft fortführten, schließlich aber verkauften.
- Karl (1814–1877)
- Heinrich (1828–1902)
- August (1831–1887)

## Werke (Auswahl)
Autor
- Der Feldzug von 1806 in Teutschland. Leipzig 1807.[5] (Digitalisat)

Verleger
- Früchte geretteter Preßfreiheit. Sondershausen November 1813; Teutonia. Sondershausen November 1813 bis Ende 1821.
- Schauplatz der Künste und Handwerke. (bis 1896 287 Bände)
- Neuer Nekrolog der Deutschen. 1823–1852.
- Johann Christoph Schäfer: Die Wunder der Rechenkunst. Weimar 1831. Nachdrucke der 8. Auflage (1857) bei Aulis Deubner und Volk und Wissen, 1983.
- Gemeinde-Verordnungsblatt. Weimar 1848.

## Nachweise
1. ↑  Getauft am 7. Juli 1787 (Weimarische Wöchentliche Anzeigen vom 11. Juli 1787, S. 218).
2. ↑  Todesanzeige in Weimarer Zeitung vom 18. Februar 1859, S. 164.
3. ↑  Hochfürstl. S. Weimar- und Eisenachischer Hof- und Addreß-Calender auf das Jahr 1791, S. 44.
4. ↑  Der Teutsche – NordhausenWiki, abgerufen am 7. September 2024.
5. ↑  Vorwort unterzeichnet mit „F. V.“

| Personendaten    | Personendaten                               |
| ---------------- | ------------------------------------------- |
| NAME             | Voigt, Bernhard Friedrich                   |
| ALTERNATIVNAMEN  | Voigt, Friedrich                            |
| KURZBESCHREIBUNG | deutscher Patriot, Buchhändler und Verleger |
| GEBURTSDATUM     | 5. Juli 1787                                |
| GEBURTSORT       | Weimar                                      |
| STERBEDATUM      | 17. Februar 1859                            |
| STERBEORT        | Weimar                                      |